# Livin’ Joy
Livin’ Joy – włoska grupa tworząca muzykę eurodance. Najpopularniejszy utwór tego zespołu to „Dreamer” z 1994 roku. Projekt został zakończony w 1999 roku.

## Single
- 1994 „Dreamer”
- 1996 „Don't Stop Movin”

”Follow the Rules”
- 1997 „Where Can I Find Love”

”Deep in You”
- 1999 „Just for the Sex of It”

## Albumy
- 1996 Don't Stop Movin'